# Dipodascus aggregatus
Dipodascus aggregatus är en svampart som beskrevs av Francke-Grosm. 1953. Dipodascus aggregatus ingår i släktet Dipodascus och familjen Dipodascaceae.  Arten är reproducerande i Sverige. Inga underarter finns listade i Catalogue of Life.